# Майстришин Володимир Якович
Майстришин Володимир Якович — український політик.
Народився 18 лютого 1960 р. в селі Данківці Хотинського району Чернівецької області.
У 1975 р. закінчив Данківецьку восьмирічну школу. В 1977 р. успішно закінчив Хотинську середню школу № 4, в 1978 р. — Чернівецьке ТУ № 1 з відзнакою.
До призову в армію працював слюсарем на птахофермі в с. Данківці.
Навчався у Вінницькому політехнічному інституті, який закінчив в 1986 р. за фахом інженер-електрик.
В 1987 р. вступив до стаціонарного відділення аспірантури названого інституту, яку закінчив в 1991 р.
Як результат ефективної та сумлінної роботи має авторське свідоцтво та нагороду — бронзову медаль ВДНГ СРСР за один із найкращих винаходів 1988 р.
Роки навчання — це регулярна дослідницька й винахідницька робота, що допомогла одразу по закінченню інституту обійняти посаду інженера-конструктора Спеціального конструкторського технологічного бюро «Модуль» та за короткий термін роботи пройти шлях від інженера-конструктора до провідного інженера цього бюро.
У 1993 р. з групою інженерів-однодумців створив мале виробниче підприємство «АДДА» для втілення у виробництво наукових ідей.
З 1996 р. створив та очолив ПКП «Техноцентр».
З 2001 р. — засновник та директор компанії «Техногаз», яка об'єднує групу малих підприємств загальною чисельністю понад 500 працівників. З 2014 р. ТОВ "ВКП «ТЕХНОГАЗ» знаходиться в стані припинення на підставі рішенням про банкрутство.

З квітня 2002 по березень 2005 — Народний депутат України 4-го скликання, обраний (37.8 % голосів виборців) по виборчому округу № 14. Працював в стінах парламенту головою Підкомітету з питань державного боргу, запозичень та інвестицій Комітет Верховної Ради України з питань бюджету та головою Тимчасової слідчої комісії Верховної Ради України зі з'ясування причин утворення заборгованості за кредитами, залученими державою або під державні гарантії.
За час роботи у Верховній Раді України, брав активну участь у державних справах: було подано 43 законопроекта, 14 поправок, та 14 запитів до державних органів. Діяльність позначена кількома переходами по фракціях:
- Фракція «Наша Україна» 15.05.2002 — 18.12.2002
- Фракція «Регіони України» 27.12.2002 — 27.11.2004
- Фракція Народної аграрної партії України 18.01.2005 — 01.03.2005
- Фракція «Народної Партії» 01.03.2005 — 25.05.2006

У родині Володимира Яковича Майстришина росте троє дітей — Євген, Ольга та наймолодший Віктор.
Нагороджений почесною грамотою Кабінету Міністрів України (грудень 2003).